# Hans Burgkmair
Hans Burgkmair den Ældre (1473 i Augsburg – 1531 sammesteds) var en tysk maler og grafiker.
Burgkmair blev født i Augsburg som søn af maleren Thomas Burgkmair og hans søn, Hans den Yngre, blev også maler. Fra 1488 var han lærling af Martin Schongauer i Colmar

## Galleri
- Konrad Celtes, træsnit af Hans Burgkmair, 1507.
- Kejser Fredrik III, oliemaleri af Hans Burgkmair.
- Eleonore Helena af Portugal